# Кабоку

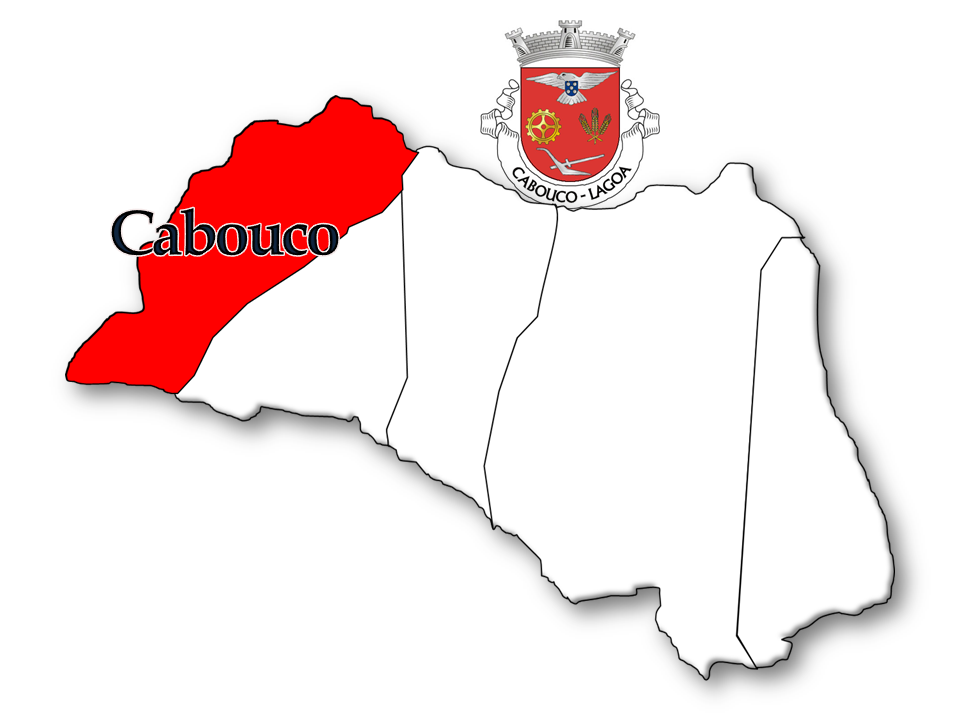
Кабоко на карте.

Кабоку (порт. Cabouco)  —  район (фрегезия) в Португалии,  входит в округ Азорские острова. Расположен на острове Сан-Мигел. Является составной частью муниципалитета  Лагоа. Население составляет 1736 человек на 2001 год. Занимает площадь 5,15 км².
Покровителем района считается Дева Мария (порт. Nossa Senhora da Misericórdia).